# Dassault Rafale
Dassault Rafale, je sodobno francosko dvomotorno večnamensko lovsko letalo 4.5 generacije, ki ga je razvilo in ga izdeluje podjetje Dassault.Ima delta krila s kanardi in uporablja v določeni meri stealth tehnologijo za manjšo radarsko opaznost. Letalo je skoraj v celoti zgrajeno s francoskimi deli. 
V1970ih so francoske letalskje sile iskale bolj modernega naslednika takratnih letal. Za znižanje stroškov razvoja so sprva hoteli sodelovati z drugimi evropskimi državami, potem so se zaradi različnih potreb odločili samostojno razviti novo letalo.
Letalo so načrtovali s pomočjo novejših računalniških tehnologij. Letalo ima AESA radar, infrardeč senzor Optronique secteur frontal in lahko prepoznava glasovne ukaze pilota. Opremljen je z obrambnim sistemom SPECTRA. V prihodnosti nameravajo modernizirati radar, motorje in avioniko.
Sprva je bil predviden, da bo vstopil v uporabo leta 1996, vendar je zaradi zmanjšanja sredstev po Hladni vojni vstopil 5 let pozneje. Bojni krst je doživel v Afganistanu, Libiji in na Maliju. 
Francoska mornarica uporablja palubno verzijo na jedrski letalonosilki Charles de Gaulle, kjer vzleta s pomočjo katapulta.
Letalo so poskušali prodati veliko državam vendar ga je izbrala le Indija. Leta 2021 je nato 12 letal Rafale kupila še Hrvaška, z dobavo v letih 2024–2025.

## Tehnične specifikacije
- Posadka: 1–2
- Dolžina: 15,27 m (50,1 ft)
- Razpon kril: 10,80 m (35,4 ft)
- Višina: 5,34 m (17,5 ft)
- Površina kril: 45,7 m² (492 ft²)
- Prazna teža: C: 9 500 kilogramov (20 900 lb); B: 9 770 kilogramov (21 540 lb); M: 10 196 kilogramov (22 480 lb)
- Naložena teža: 14 016 kg (30 900 lb)
- Maks. vzletna teža: 24 500 kg (C/D), 22 200 kg (M) (54 000 lb)
- Motorji: 2 × Snecma M88-2 turbofan Potisk (suh): 50,04 kN (11 250 lbf) vsak, potisk z dodatnim zgorevanjem: 75,62 kN (17 000 lbf) vsak
- Količina goriva: 4 700 kg (10 360 lb) notranje

- Maks. hitrost: Visoka višina: Mach 1,8 (1 912 km/h, 1 032 vozlov);Nizka višina: Mach 1,1 (1 390 km/h, 750 vozlov)
- Dolet: 3 700+ km (2 000+ nmi)
- Bojni radij: 1 852+ km (1 000+ nmi)
- Največja višina leta (servisna): 15 235 m (50 000 ft)
- Hitrost vzpenjanja: 304.8+ m/s (60 000+ ft/min)
- Obremenitev kril: 306 kg/m² (62.8 lb/ft²)
- Razmerje potisk/masa: 0,988 (100% gorivo, 2 EM A2A rakete, 2 IR A2A missile) verzija M

Orožje
- Top/strojnica: 1× 30 mm (1,18 in) GIAT 30/719B z 125 naboji
- Nosilci za orožje:  14 za (Rafale B/C), 13 za Rafale M, s kapaciteto 9 500 kg (20 900 lb) za orožje in gorivne tanke:
- Rakete:
- MBDA MICA IR or EM or Magic II and
- MBDA Meteor air-to-air missiles in the future
- Rakete zrak-zemlja:
- MBDA Apache
- Storm Shadow-SCALP EG
- AASM-Hammer
- GBU-12 Paveway II ali GBU-49 Enhanced Paveway II
- GBU-24 Paveway III
- AS-30L
- Rakete zrak-zemlja:
- AM 39-Exocet protiladijska raketa

* Jedrsko orožje:  ASMP-A 
* Drugo:
- Thales Damocles targeting pod
- AREOS (Airborne Recce Observation System)reconnaissance pod
- up to 5 drop tanks
- The Rafale can also carry a buddy-buddy refuelling pod

Avionika
- Thales RBE2 radar
- Thales SPECTRA sistem za elektornkso bojevanje
- Thales/SAGEM-OSF Optronique Secteur Frontal infrardeči senzor